# ستانلي كوبريك
ستانلي كوبريك (بالإنجليزية: Stanley Kubrick) (26 يوليو 1928 – 7 مارس 1999) كان مخرجًا ومنتجًا ومصور سينمائي ومونتير أمريكي حائز على جائزة الأوسكار. يعده الكثيرون واحد من أعظم صناع الأفلام في التاريخ. أفلامه عادةً مستوحاة من روايات أو قصص قصيرة، ويميزها التصوير السينمائي الفريد والانتباه إلى التفاصيل من أجل الواقعية، واستخدام الموسيقى المثيرة للعاطفة. أفلام كوبريك شملت مجموعة متنوعة من الأنواع: الحربية والجريمة والرومانسية والكوميديا السوداء والرعب والملحمي والخيال العلمي. كان كوبريك معروفًا بتحرّي الكمال، حيث يبدي اهتمامًا كبيرًا جدًا في العناية بالمشهد ويعمل بشكل مكثف مع ممثليه.
بدء كوبريك كمصور فوتوغرافي في نيويورك، وعلم نفسه جميع جوانب الإنتاج والإخراج السينمائي بعد أن تخرج من الثانوية. أفلامه الأولى صُنعت بميزانية صغيرة، ثم تبعها بمشروع كبير هو فيلم سبارتاكوس (1960)، بعد ذلك أمضى باقي مسيرته في بريطانيا حيث عاش وصور أفلامه هناك. منزله في هيرتفوردشاير (شمال لندن) أصبح ورشة عمله حيث أجرى كتاباته وبحوثه وتحريره وإدارة كل تفاصيل مشاريعه. وهذا سمح له بامتلاك سيطرة فنية شبه كاملة، ولكن مع ميزة نادرة وهي دعم استوديوهات هوليوود الكبيرة له.
العديد من أفلامه فتحت آفاقًا جديدة في التصوير السينمائي، من ضمنها 2001: أوديسة الفضاء (1968)، وهو فيلم خيال علمي وصفه المخرج ستيفن سبيلبرغ بأنه بمثابة الانفجار العظيم لجيله، بما حواه من مؤثرات بصرية مبتكرة وواقعية علمية. في فيلم باري ليندون (1975)، استخدم كوبريك عدسات طورتها زايس لوكالة الفضاء الأمريكي «ناسا» من أجل تصوير مشاهد تحت ضوء شموع طبيعية، وكان فيلم البريق (1980) من أوائل الأفلام التي استخدم فيها مثبت اهتزاز الكاميرا لتصوير لقطات المتابعة. هو قام بإخراج وإنتاج وكتابة معظم أفلامه الثلاثة عشر.
بعض أفلام كوبريك كانت مثيرة للجدل مثل دروب المجد (1957) ولوليتا (1962) وبرتقالة آلية (1971)، ومعظم أفلامه إما رشح للأوسكار أو الغولدن غلوب أو بافتا.

## النشأة

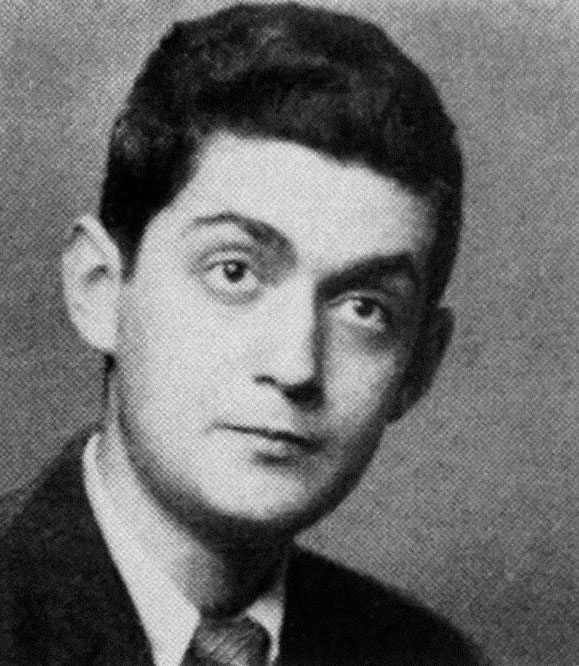
كوبريك في السادسة عشر من عمره.

وُلد كوبريك في 26 يوليو 1928 في مستشفى ليينجين في مانهاتن، نيويورك وعاش طفولته مع والديه وأخته الوحيدة باربرا في شقة في حي ذا برونكس. كان والده جاك كوبريك طبيبًا من أصول بولندية. علمه والده الشطرنج في الثانية عشر من عمره وأصبح كوبريك مهووسًا بهذه اللعبة طوال عمره، وقد ظهرت في عدة مشاهد في أفلامه. يتحدث كوبريك عن علاقة الشطرنج بعمله فيقول: «إذا كان للشطرنج أية علاقة بصناعة الأفلام، فهو أنها تساعدك على الصبر والانضباط في الاختيار بين البدائل في الوقت الذي يبدو فيه قرار الاندفاع جذابا جدًا». كما اشترى له والده كاميرا من نوع (Graflex) عندما كان في عمر الثالثة عشر، مما أدى إلى عشق ستانلي للتصوير الفوتوغرافي. في سن المراهقة كان كوبريك مهتما بموسيقى الجاز، وحاول أن يكون لاعب درامز. كان والده خائب الأمل بسبب فشله في تحقيق التميز في المدرسة، وقد كان يشعر أن ستانلي كان قادرا عليه. كان والده يشجعه على القراءة من مكتبة المنزل، وفي الوقت نفسه يسمح له بممارسة التصوير كهواية.
درس كوبريك في الثانوية الحكومية «ويليام هوارد تافت» بين عامي 1941 و 1945. كانت درجات كوبريك كطالب سيئة، وحصل على متوسط ضئيل هو 67 درجة. وفقا لمدرسه في اللغة الإنجليزية: «كانت فكرة الأدب وقراءة الأدب -خارج المنهج الدراسي - هو ما اهتم به. كان رجل أدب حتى في تلك السن المبكرة». كان كوبريك كثير الغياب وذا معدل حضور سيئ، وكان أحيانا يترك المدرسة ليذهب إلى السينما.	في عام 1941 في الثانوية اختير كوبريك ليكون المصور الرسمي للثانوية لمدة سنة واحدة. تخرج كوبريك من الثانوية في عام 1945 ولكن درجاته الضعيفة مقترنة بالطلب الكبير على الجامعات من قبل الجنود العائدين من الحرب العالمية الثانية، قضت على أمل التحاقه بالجامعة. لكن كوبريك اعترف فيما بعد بأن التعليم لا يعني له أي شيء. أرسله والداه للعيش مع أقاربه في لوس أنجليس لمدة سنة على أمل أن يساعد ذلك نموه الأكاديمي.

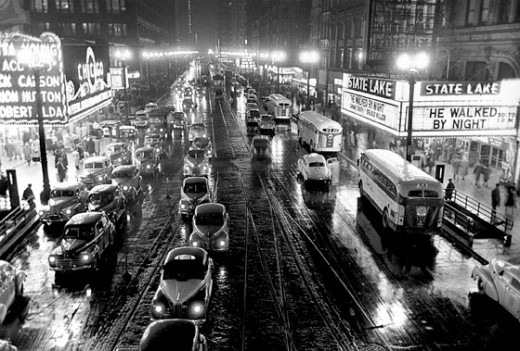
صورة لشيكاغو التقطها كوبريك عام 1949 لصالح مجلة (Look)

في عام 1946 وبما أنه لم يكن قادرا على الالتحاق بالجامعة، حضر كوبريك دروس مسائية في «المدينة الجامعية في نيويورك» ومن ثم انقطع عن الحضور. سعى كوبريك للعمل كمصور فوتوغرافي وباع سلسلة من الصور الفوتوغرافية لمجلة (Look) واستكمل دخله بواسطة لعبه للشطرنج في حديقة ميدان واشنطن ونوادي الشطرنج في مانهاتن مقابل أرباع الدولارات.
وفي سن السابعة عشر عمل كوبريك مصورا فوتوغرافيا لمجلة (Look). وأثناء هذه الفترة تزوج كوبريك من زميلته في الثانوية «توبا ميتز» في 25 مايو 1948 وعاشا في قرية «غرينويتش» في نيويورك، ولكنهما تطلقا في عام 1951. في ذلك الوقت كان كوبريك يتردد على القسم السينمائي في متحف الفن الحديث وعلى دور السينما في نيويورك. استلهم من الأعمال التصويرية المعقدة والمذهلة للمخرج الألماني ماكس أوفولس، الذي أثرت أفلامه على أسلوب كوبريك البصري. وتأثر كذلك بالمخرج إليا كازان، الذي وصفه كوبريك حينها بأنه أفضل مخرج في أمريكا، وتحدث عن قدرته «السحرية» في التعامل مع ممثليه.

## حياته المهنية

### بداياته والأفلام القصيرة
كان كوبريك مهتمًا بعالم الأفلام وقت عمله في المجلة، لكن لم يخطر له العمل في مجال الأفلام إلا بعد أن شجعه صديقه أليكس سينغر لصناعة الأفلام الوثائقية. بدأ كوبريك تعلم كل ما في وسعه عن صناعة الأفلام من تلقاء نفسه، عن طريق التواصل مع مزودي أجهزة الأفلام والمختبرات وتأجير المعدات. بعد إنجازه مجموعة صور عن الملاكم والتر كارتيي وظف ستانلي كوبريك كل مدخراته المالية لتحويل هذه الصور إلى أول فيلم وثائقي له من 16 دقيقة بعنوان «يوم النزال» (Day of the Fight). يصف كوبريك تلك التجربة فيقول: «كنت المصور والمخرج والمونتير ومساعد المونتير ومهندس الصوت وكل شيء. لكنها كانت تجربة لا تقدر بثمن، لأنني اضطررت إلى القيام بكل شيء بنفسي فحصلت على فهم سليم وشامل لجميع الجوانب التقنية لصناعة الأفلام». لحن موسيقى الفيلم صديقه «جيرالد فريد» الذي سيلحن أول أربعة أفلام طويلة لكوبريك. باع كوبريك هذا الفيلم بمبلغ 4000 دولار لشركة RKO التي مولت فيلمه الوثائقي الثاني «القس الطائر» (Flying Padre) عن كاهن يسافر 4000 ميل ليزور 11 كنيسة، وظهر في الفيلم تأثره بأسلوب المخرج سيرجي آيزنشتاين. ومن ثم أنجز كوبريك فيلمه القصير الثالث «البحارة» (The Seafarers) لصالح نقابة الصيادين، ومدته نصف ساعة وهو أول فيلم ملون له.

### الخمسينات

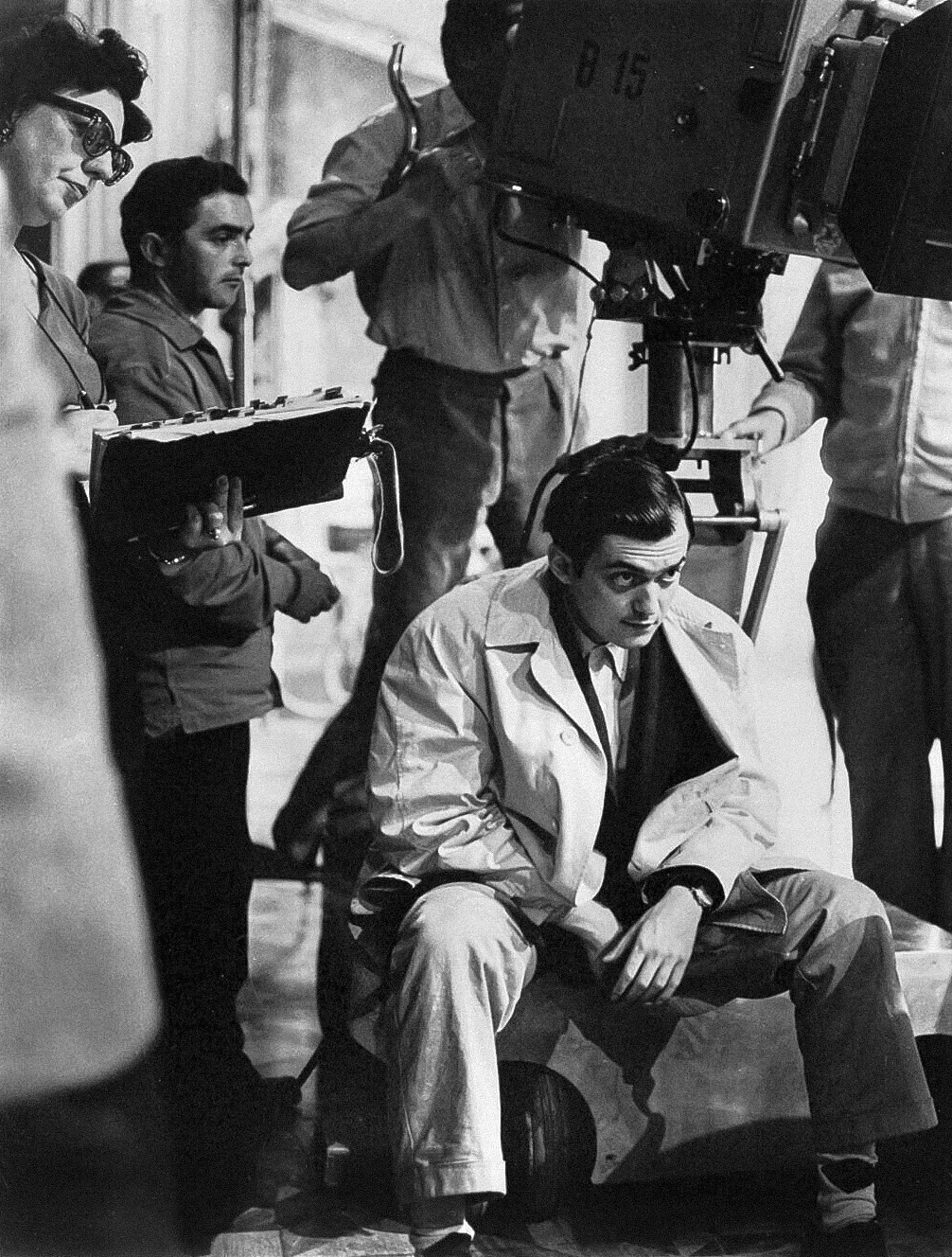
أثناء تصوير فيلم دروب المجد (1957)

بعد أن تمكن كوبريك من إقناع عائلته للاستثمار، قدم عام 1953 بميزانية متواضعة أول أفلامه الروائية الطويلة «الخوف والرغبة» (Fear and Desire) الذي تدور أحداثه خلال فترة حرب خيالية عن فرقة عسكرية يتم القبض عليها خلف خطوط العدو. وقد أشادت صحيفة نيويورك تايمز بالفيلم. لكن كوبريك في وقت لاحق وصف الفيلم بأنه تجربة مشوشة لممارس مبتدئ بل أنه سخيف وممل. وقد فشل الفيلم تجاريا. أثناء إخراج هذا الفيلم تعرف كوبريك على راقصة ومصممة مسرحية نمساوية تدعى روث سوبوتكا وتزوجا في تاريخ 15 يناير 1955 وانتقلا معا للعيش في هوليوود. أظهر هذا الفيلم اهتمام كوبريك بموضوع الحرب، الذي ظهر في ثلاثة أفلام أخرى له.
بعد ذلك أخرج كوبريك في عام 1955 فيلم نوار «قبلة القاتل» (Killer's Kiss) ومدته 67 دقيقة، يحكي قصة ملاكم شاب متورط في علاقة حب مع فتاة ينافسه عليها عضو في شبكة جريمة منظمة. استخدم كوبريك وجرب زوايا تصوير غير تقليدية، وظهر تأثره بالمخرج ألفريد هيتشكوك، وقد أثّر فيلم كوبريك بالمقابل على المخرج مارتن سكورسيزي وفيلمه الثور الهائج (1980). برزت في الفيلم «موهبة كوبريك في إضاءة وتصوير المشاهد من أجل إظهار العواطف الكامنة». بينما يصف كوبريك فيلمه هذا لاحقا بأنه تجربة هواة وفيلم طالب مبتدئ.
وبعد ذلك قدم أليكس زينغز صديقه كوبريك إلى منتج شاب يدعى جيمس ب هاريس وأصبح الإثنين صديقين حميمن وتشاركا معا في إنتاج الأفلام وأشترا حقوق رواية Clean Break للكاتب ليونيل وايت والتي حولها كوبريك بالتعاون مع جيم طومسون إلى سيناريو بعنوان The Killing وفي عام 1956 أخرج كوبريك فيلم The Killing.
نجاح فيلم The Killing استرعى انتباه شركة ميترو غولدوين ماير فعرضت على كوبريك وهاريس روايات عدة كانت تمتلك حقوفهم لكي يختاروا منها من أجل مشروعهم السينمائي الجديد.
وبعد ذلك أخرج كوبريك فيلم Paths of Glory والذي تدو أحداثه خلال الحرب العالمية الأولى وهو مقتبس من رواية الكاتب همفري كوب التي تحمل نفس العنوان
وكان هذا الفيلم من بطولة الممثل كيرك دوغلاس وأثناء تصوير هذا الفيلم في ميونخ تعرف كوبريك على ممثلة ألمانية شابة شاركت في الفيلم تدعى كريستيان هارلان وهي الممثلة التي لها حوار في الفيلم، وتزوج كوبريك من هارلان في عام 1958 بعد أن طلق زوجته الثانية روث سوبوتكا في عام 1957، كوبريك وهارلان عاشا معا طوال حياتهم ولم ينفصلا ورزقا بإبنتين آنيا وفيفان.

### الستينات
عمل كوبريك لمدة ستة أشهر على إعداد فيلم One-Eyed Jacks جاك ذو العين الواحدة لمارلون براندو ولكنهما أختلفا باختيار طاقم العمل. فتخلى براندو عن كوبريك وأخرج العمل بنفسه، وفي ذلك الوقت عمل على عدة سيناريوهات من أجل تحوليها لأفلام مستقبلية، إلا أن عرض عليه كيرك دوغلاس إخراج فيلمه الملحمي سبارتاكوس بعد أن كان مقررا أن يتولى إخراجه المخرج أنطوني مان ولكنه طرد من قبل الشركة المنتجة بعد إسبوعين من التصوير.
ويحكي فيلم سبارتاكوس قصة حرب العبيد الثالثة في الحقبة الرومانية، وفد حصلت خلافات كبيرة بين كوبريك ودوغلاس أثناء تصوير الفيلم وبسبب التدخلات في عمله كمخرج، تبرأ كوبريك في وقت لاحق من هذا الفيلم وغضب دوغلاس لذلك، ودمرت في هذا الفيلم صدافتهم التي كانت جيدة في فيلمهم السابق Paths of Glory.
على الرغم من المشاكل التي حصلت في موقع تصوير فيلم سبارتاكوس إلا إن الفيلم نجح تجاريا، وحاز على أربعة جوائز أوسكار.
انتقل كوبريك في عام 1962 إلى إنجلترا لتصوير فيلم لوليتا، وكانت القوانين الرقابية المتساهلة هناك هي السبب الرئيسي لانتقاله إلى إنجلترا مقرنة بأسباب أخرى جعلته يقيم بشكل دائم في إنجلترا.
لوليتا كان أول أفلام كوبريك إثارة ا للجدل، وهو مقتبس من رواية للكاتب الروسي الأمريكي فلاديمير نابوكوف.

## وفاته
في عام 1999 وبعد أربعة أيام من فحصه النسخة النهائية لفيلمه عيون مغلقة على اتساعها بطولة توم كروز ونيكول كيدمان، توفي كوبريك عن عمر 70 عامًا بأزمة قلبية أثناء نومه، وقد دفن بجوار شجرته المفضلة في تشيلدويكبوري مانور في هيرتفوردشير في إنجلترا.

## الأسطورة
أسطورة ستانلي كوبريك تصوره على أنه عبقري سينمائي حاد التركيز هادئ مبغض للبشر وشديد العناية بالتفاصيل، يعيش حالة وجودية اعتكافية وقلما يسافر وتستحوذ عليه المخاوف العصبية الرهابية، ويعتبر أعظم مخرج سينمائي ما زال اسمه منقوشًا في تاريخ السينما العالمية.

## قائمة الأفلام
أفلام قصيرة وثائقية
- 1951: يوم القتال
- 1951: الطيار بادري
- 1953: البحارة

الأفلام السينمائية
| العام | العنوان                | الجوائز |
| ----- | ---------------------- | ------- |
| 1953  | الخوف والرغبة          |         |
| 1955  | قبلة القاتل            |         |
| 1956  | القتل                  |         |
| 1957  | دروب المجد             |         |
| 1960  | سبارتاكوس              |         |
| 1962  | لوليتا                 |         |
| 1964  | دكتور سترينجلوف        |         |
| 1968  | 2001: أوديسة الفضاء    |         |
| 1971  | البرتقالة الآلية       |         |
| 1975  | باري ليندون            |         |
| 1980  | البريق                 |         |
| 1987  | فول ميتال جاكيت        |         |
| 1999  | عيون مغلقة على اتساعها |         |

## وصلات خارجية
- ستانلي كوبريك على موقع أرشيف الشارخ.
- ستانلي كوبريك على موقع IMDb (الإنجليزية)
- ستانلي كوبريك على موقع ميتاكريتيك (الإنجليزية)
- ستانلي كوبريك على موقع الموسوعة البريطانية (الإنجليزية)
- ستانلي كوبريك على موقع روتن توميتوز (الإنجليزية)
- ستانلي كوبريك على موقع مونزينجر (الألمانية)
- ستانلي كوبريك على موقع ألو سيني (الفرنسية)
- ستانلي كوبريك على موقع ميوزك برينز (الإنجليزية)
- ستانلي كوبريك على موقع تيرنر كلاسيك موفيز (الإنجليزية)
- ستانلي كوبريك على موقع أول موفي (الإنجليزية)
- ستانلي كوبريك على موقع بوكس أوفيس موجو (الإنجليزية)
- Stanley Kubrick Archive at the London College of Communication
- The Authorized Stanley Kubrick Web Site by Warner Bros.
- Stanley Kubrick: The Master Filmmaker[وصلة مكسورة]
- The Kubrick Site
- Kubrick Multimedia Film Guide
- Kubrick on Senses of Cinema (In Depth Biography)
- Multi-media Kubrick archive
- الغارديان: Citizen Kubrick
- List of interviews and Look photographs
- List of all the published Look photographs
- Kubrick on The Shining, An interview with Michel Ciment
- The Hechinger Debacle